# Georges-Antoine Rochegrosse
Georges-Antoine Rochegrosse (Versailles, 2 augustus 1859 - Algerije, 1938) was een Frans kunstschilder en tekenaar. Aanvankelijk maakte hij vooral naam als historieschilder, later meer als oriëntalist.

## Leven en werk
Rochegrosse studeerde aan de Académie Julian, onder Jules Lefebvre en Gustave Boulanger. Later bezocht hij de École nationale supérieure des beaux-arts. Hij was een typische exponent van de academische kunst en maakte aanvankelijk vooral naam als historieschilder. Hij debuteerde in de Parijse salon in 1882 met zijn schilderij Vitellius traîné dans les rues de Rome par la populace en een jaar later won hij er een gouden medaille met Andromaque. Ook tijdens de Wereldtentoonstelling van 1889 viel hij in de prijzen.
Rochegrosse maakte studiereizen naar Italië, Duitsland, België en Nederland. Na een reis naar Algerije in 1894 veranderde hij zijn stijl richting het oriëntalisme. Een bijzonder werk in zijn oeuvre is het kleurrijke Le Chevalier aux Fleurs, waarin hij Parzival verbeeldt. 
Rochegrosse maakte ook naam als illustrator van literaire werken en ontwerper van affiches. In 1910 werd hij officier in het Légion d’honneur. Hij overleed in 1938 in zijn geliefde Algerije.

## Galerij

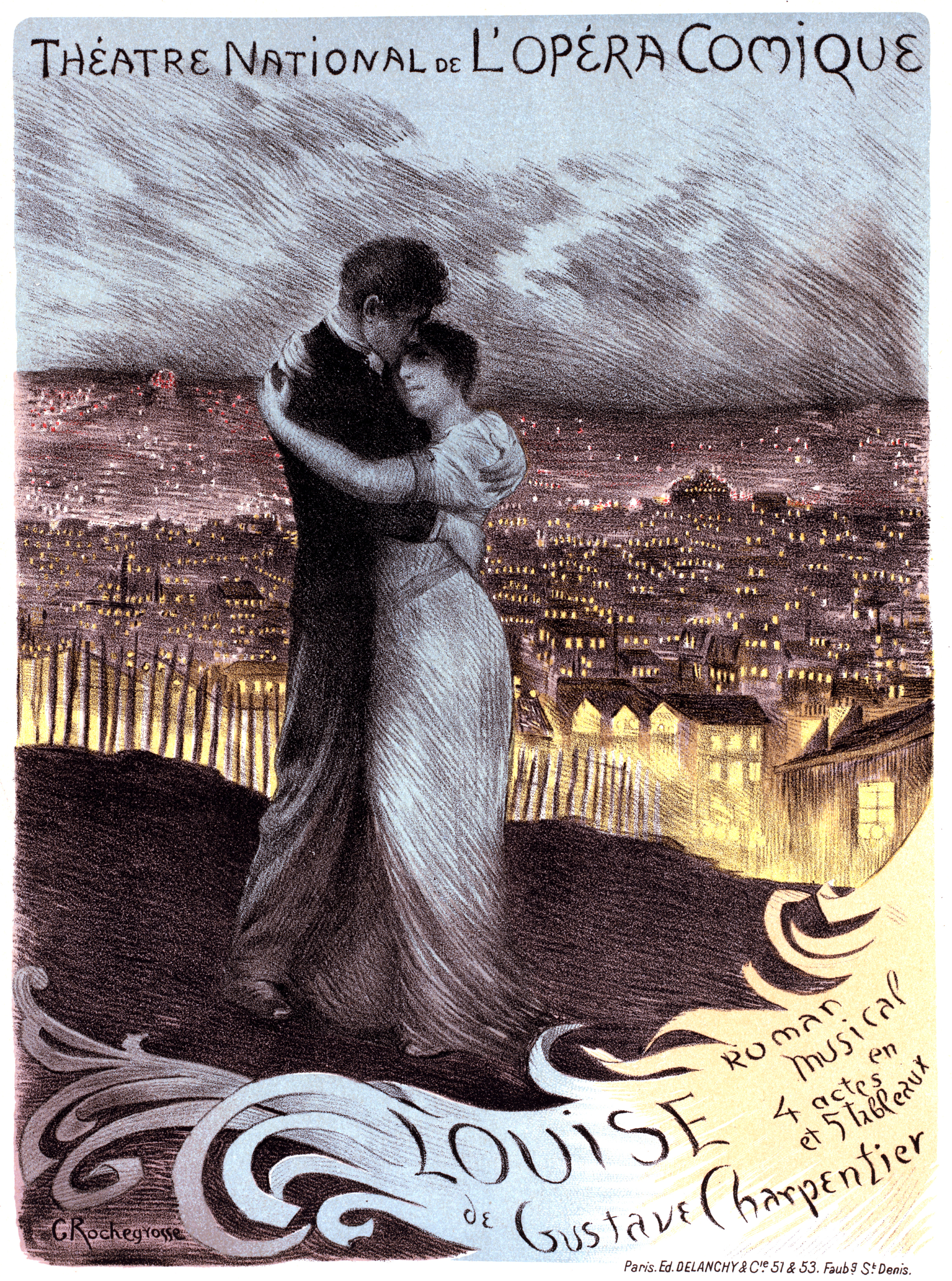
Affiche voor Gustave Charpentier's opera Louise
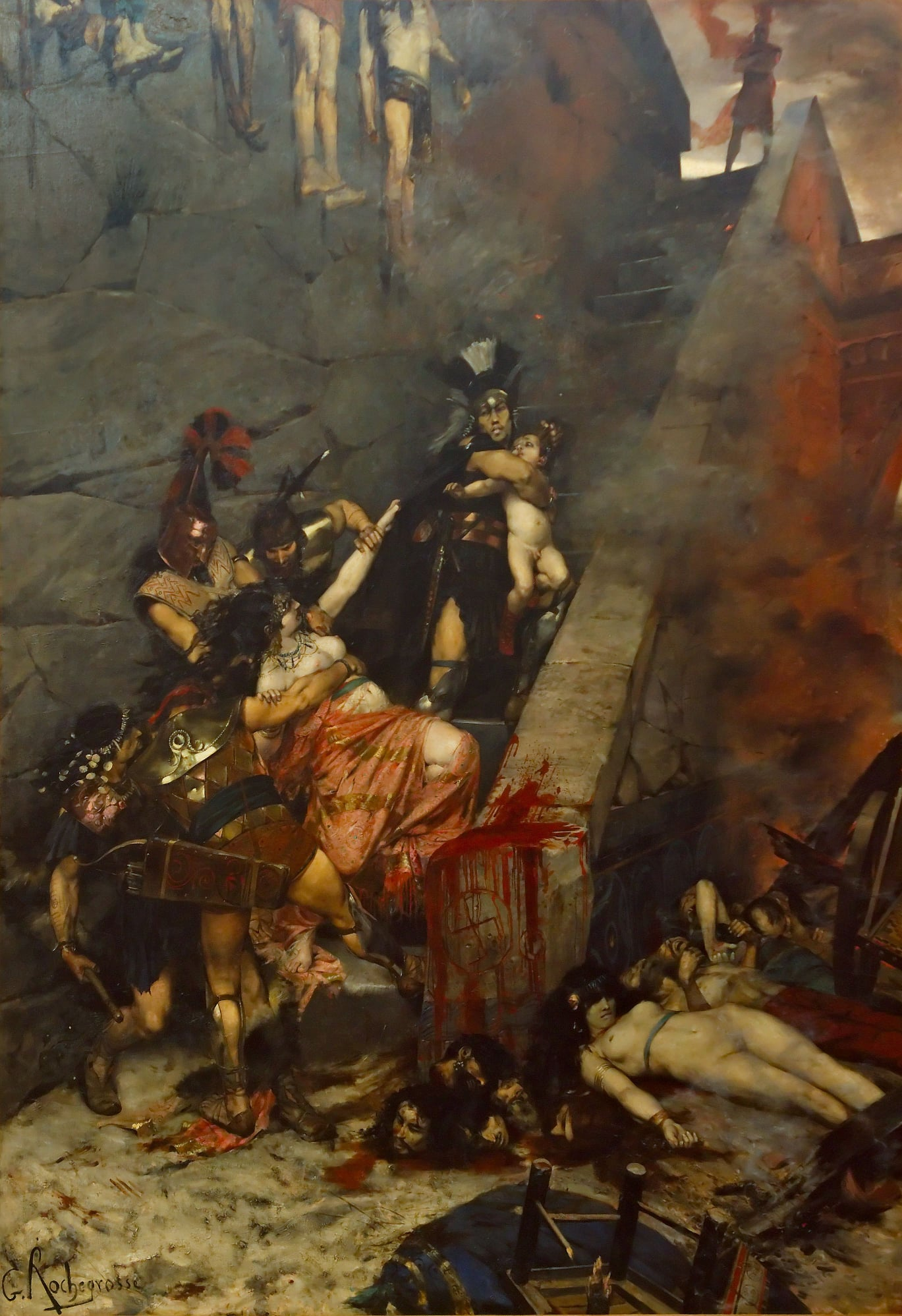
Andromaque
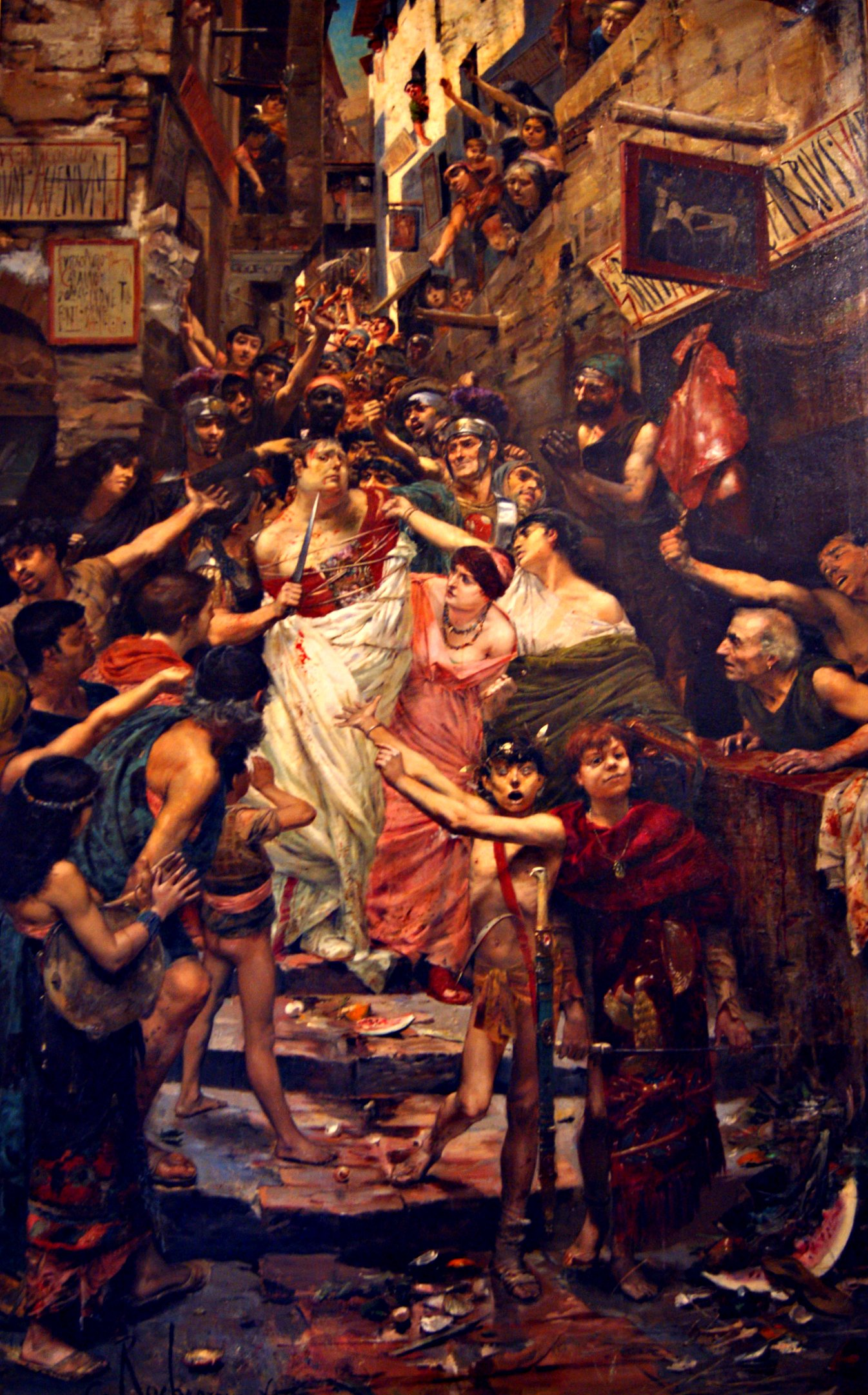
Vitellius traîné dans les rues de Rome par la populace
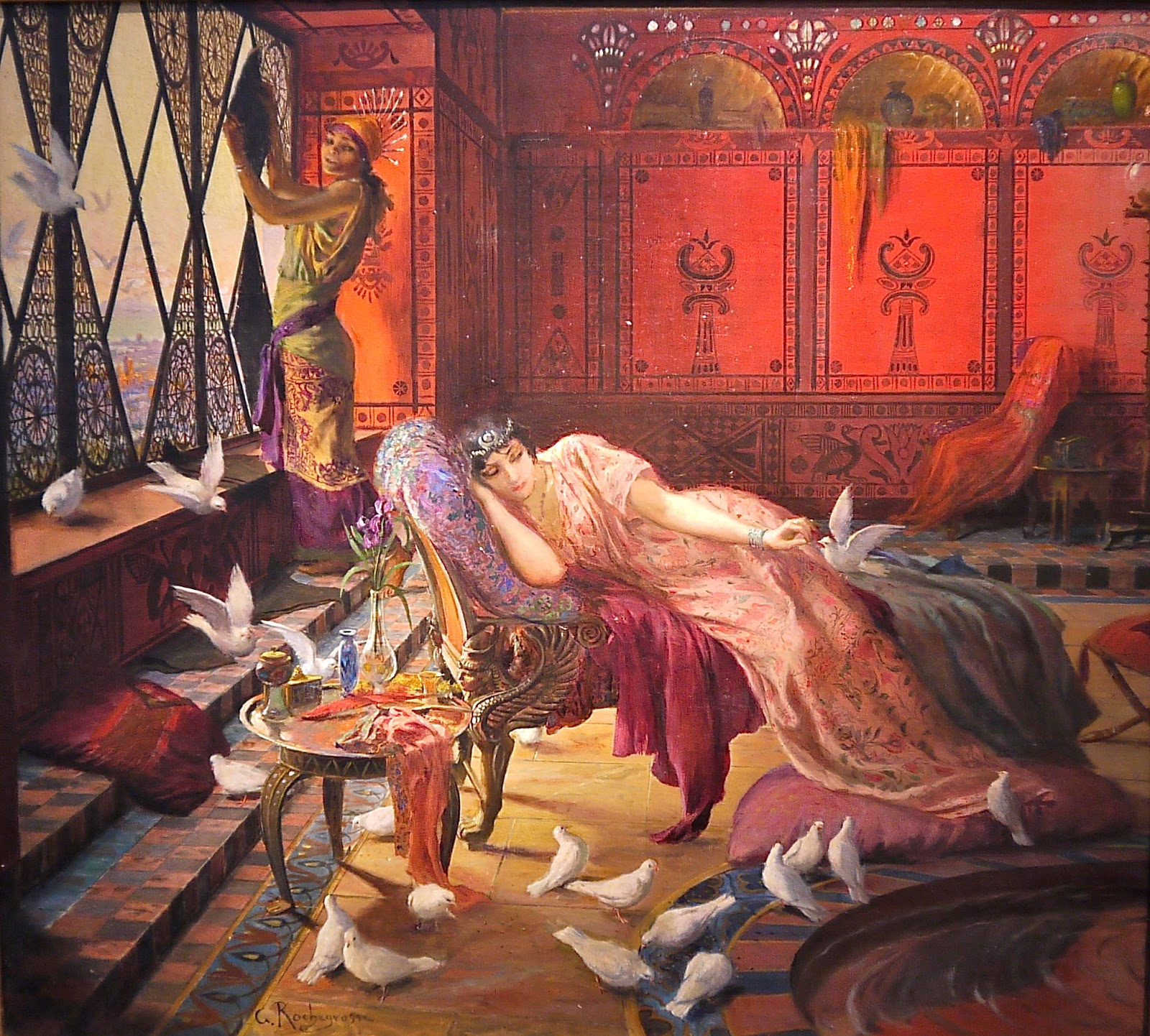
Salambo
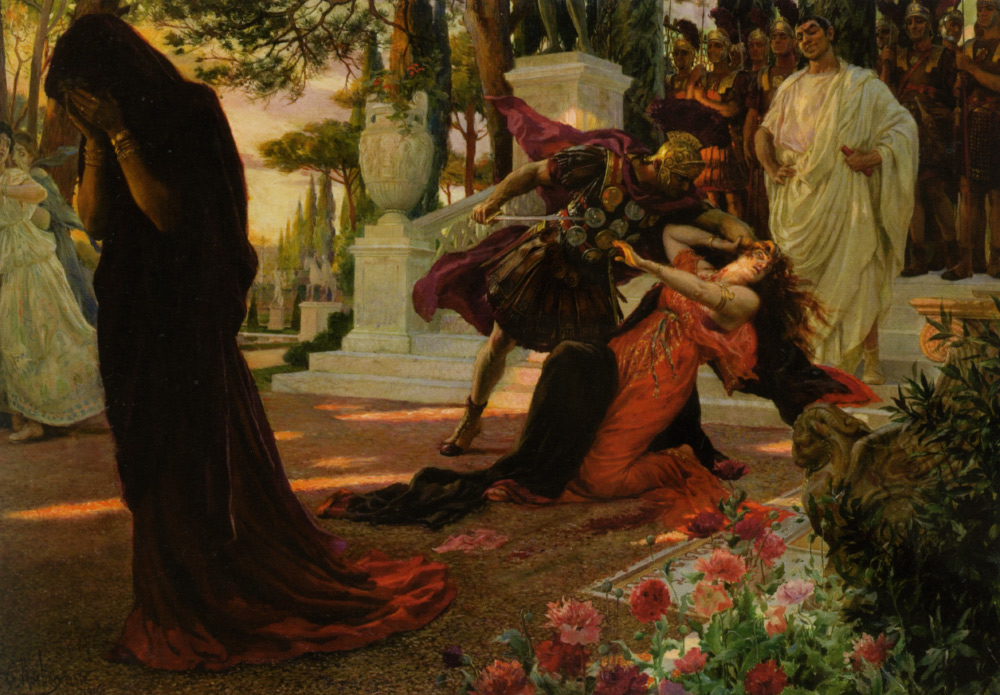
De dood van Messalina
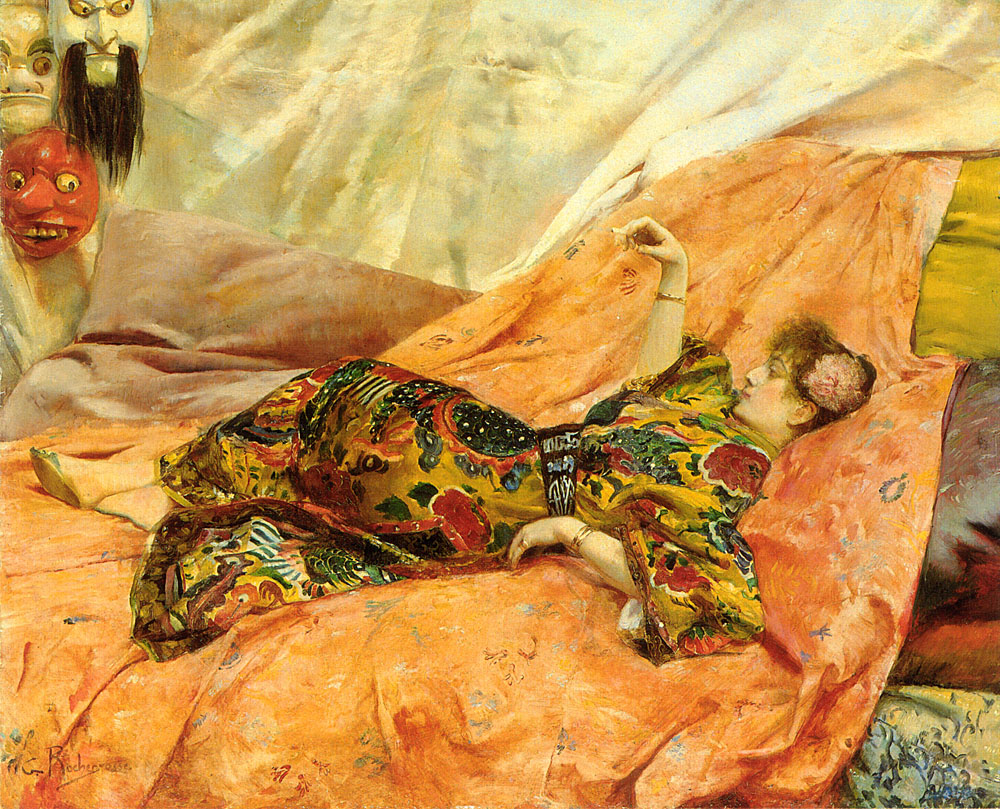
Portret van Sarah Bernhardt
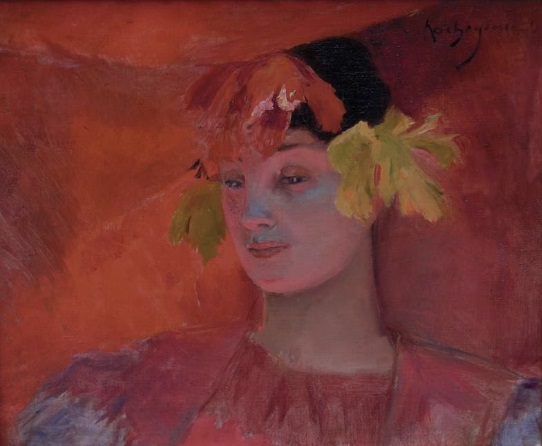
Danseuse
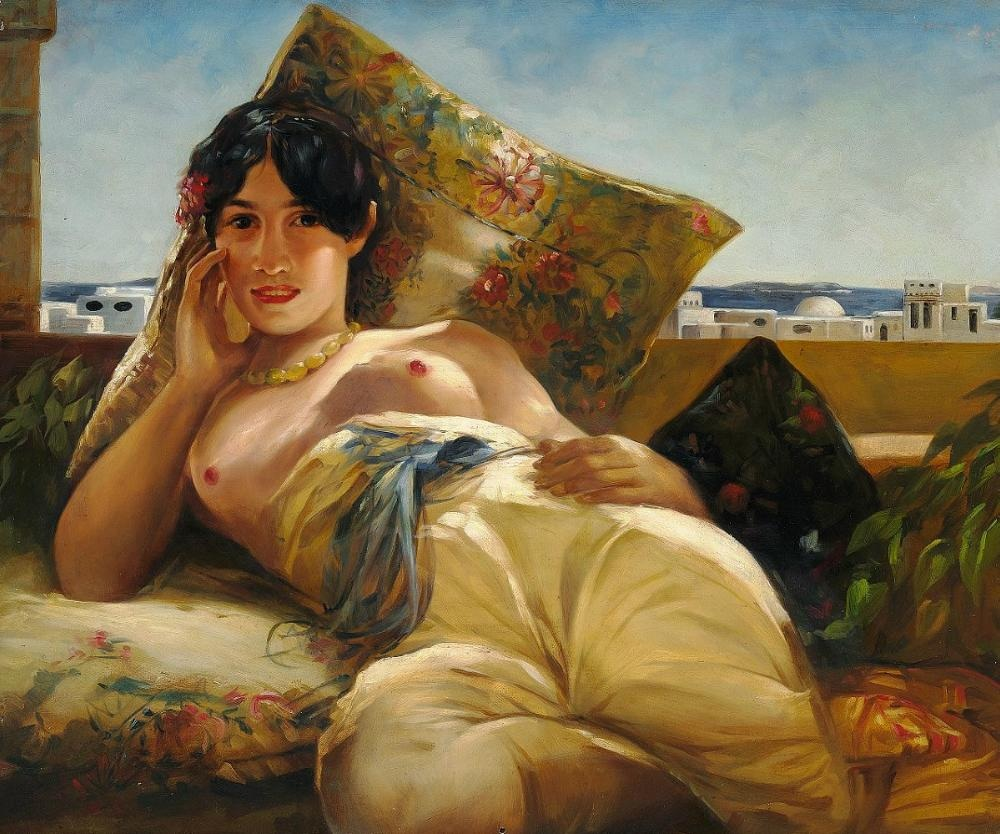
Odalisque
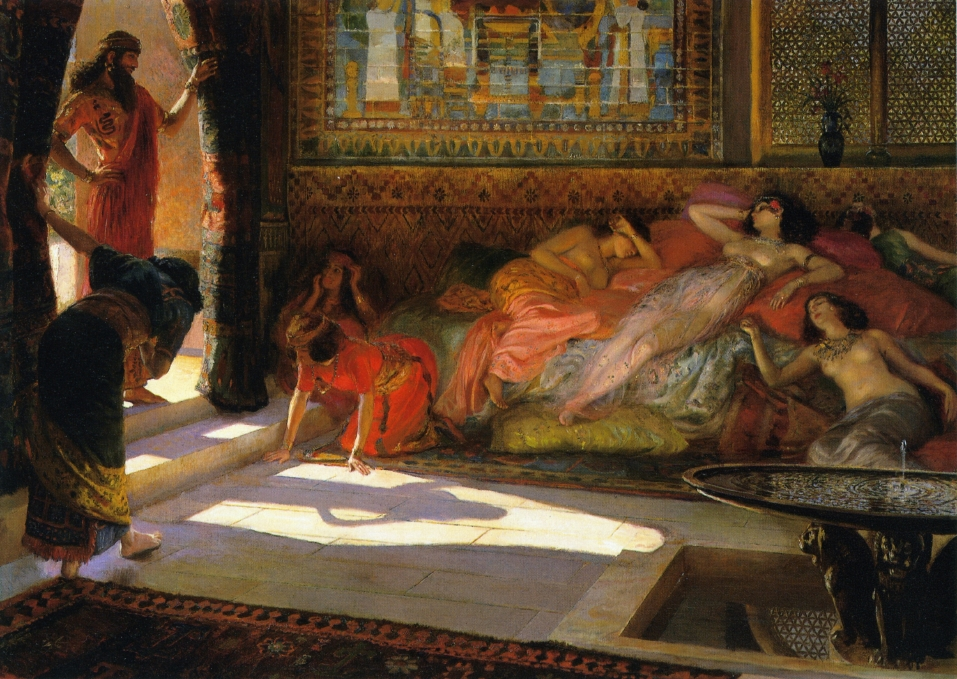
De Arabische wacht
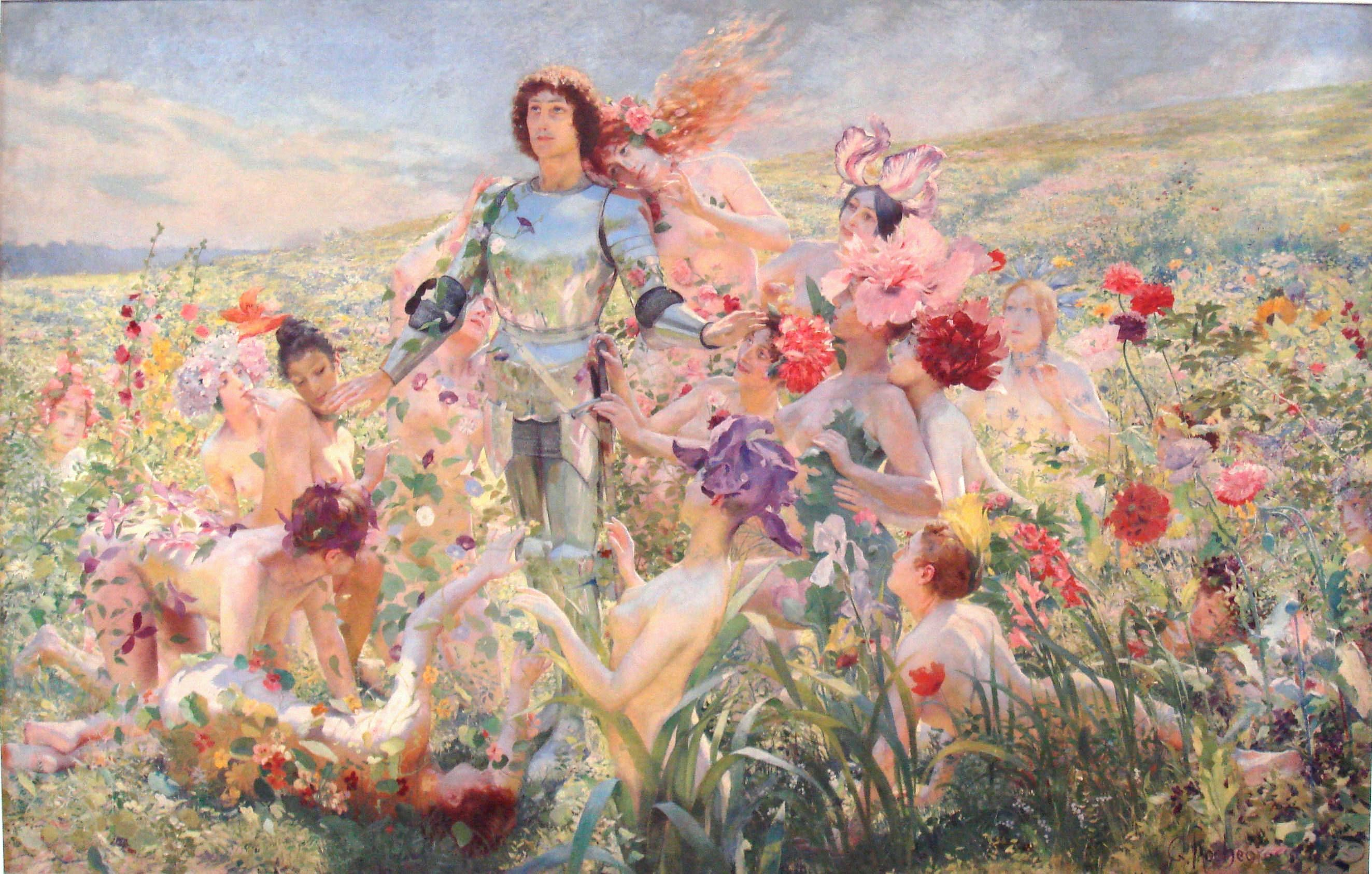
Le Chevalier aux Fleurs